# Абдуллаев, Наджмидин Пашаевич
Наджмидин Пашаевич Абдуллаев (17 ноября 1917, Канибадам, Кокандский уезд, Ферганская область, Российская республика — 24 апреля 1982, Душанбе, Таджикская ССР, СССР) — советский таджикский хозяйственный, государственный и партийный деятель.

## Биография
Родился в 1917 году в Канибадаме. Член ВКП(б) с 1942 года.

### Образование
В 1937 окончил Таджикское педагогическое училище (Ташкент).
В 1941 окончил Сталинабадский государственный педагогический институт.
С 1951 по 1952 — слушатель Курсов переподготовки при ЦК ВКП(б).

### Трудовая деятельность
С 1937 года — на хозяйственной, общественной и политической работе. В 1937—1982 гг. — преподаватель сельскохозяйственного техникума Орджоникидзеабадского района, преподаватель Сталинабадского коммунально-строительного техникума, в РККА, заведующий Сектором советских органов Отдела кадров, 1-й секретарь Оби-Гармского, Октябрьского районного комитета ЦК КП(б) Таджикистана,
1-й секретарь Гармского областного комитета КП(б) Таджикистана, заместитель заведующего Отделом пропаганды и агитации ЦК КП(б) — КП Таджикистана, 1-й заместитель министра культуры Таджикской ССР, 1-й секретарь Областного комитета КП Таджикистана Горно-Бадахшанской автономной области, Ленинабадского областного комитета КП Таджикистана, председатель Таджикского республиканского Совета профсоюзов, заместитель председателя Государственного комитета по кинематографии при СМ Таджикской ССР, заместитель начальника нефтегазодобывающего управления «Таджикнефть», ответственный секретарь Таджикского театрального общества.
Избирался депутатом Верховного Совета СССР 5-го и 6-го созывов.
Умер 24 апреля 1982 года в Душанбе.